# Equipa de ciclismo
A equipe (português brasileiro) ou equipa (português europeu) de ciclismo é um grupo de ciclistas e de apoio pessoal que tomam parte numa equipe ou são adquiridos com a finalidade de treinar juntos para competir em corridas de ciclismo sejam estas de carácter amador ou profissional. As equipes de ciclismo são as mais importantes em ciclismo de estrada, que é um desporto de equipe, mas a colaboração entre os membros da equipe também é importante em outras competições como no ciclismo de pista e ciclismo de montanha.

## Composição
Enquanto os ciclistas formam o núcleo de uma equipe, uma equipe de ponta também tem o pessoal de apoio tanto na corrida com em treinamento. Estes incluem
- Sub-Director,  que supervisiona compromissos da equipe, patrocínios e o funcionamento geral dela.
- Director desportivo, que viaja para corridas e dita a estratégia de corrida da equipe. Em equipes maiores, muitas vezes dirigem os carros da equipe e mantêm contacto por rádio com os pilotos.
- Treinadores, que dirigem a formação da equipe.
- Médicos, responsáveis pelo bem-estar dos pilotos e de fazer os atletas cumprir os regulamentos, tais como os relacionados com a dopagem.
- Terapeutas, que auxiliam os treinadores.
- Soigneurs, que são assistentes responsáveis pela alimentação, vestuário, massajando, e acompanhando os pilotos, a partir do  francês para "aquele que presta cuidados"[3]
- Mecânicos, que são responsáveis pelo equipamento da equipe.

Há também os oficiais de patrocínio, marketing e comunicação.

## Os níveis de compromisso
Existem diferentes níveis de comprometimento entre os pilotos e a equipe. As equipes amadoras vão de uma gama de colecção de pilotos que se identificam como uma equipe para aqueles que fornecem os pilotos com equipamentos e dinheiro. A equipe de alto nível profissional é registada com a União Ciclística Internacional, que impõe regras e um sistema de pontos para a competição profissional.

## Ciclismo de Estrada
Os membros da equipe têm diferentes especialidades. O escalador e especialista em subidas duras, o sprinter consegue salvar a sua energia para fazer sprints e obter pontos e boas posições, os especialistas de contrarrelógio conseguem manter alta velocidade ao longo de grandes distâncias, e o ciclista domestique guarda a equipe de rivais e têm a função de levar comida e bebida para seus líderes.
Os líderes das equipes são chamados de capitães, com o resto apoiando o capitão. A equipe ajuda o capitão, mas qualquer ciclista pode ser autorizado a tentar ganhar. Os capitães têm mais exposição aos mídias e melhor chance de vencer.
Em corridas de um dia, um ou vários líderes são escolhidos de acordo com as exigências da corrida. Em corridas por estágios, as equipes se concentram em objetivos diferentes. Por exemplo, durante a Tour de France 2005 as equipas como o Discovery Channel Pro Cycling Team ou o Team T-Mobile estavam focadas na classificação geral enquanto outras equipes tentaram vencer etapas ou uma das outras classificações. Na Tour de France 2004 a equipa Quick Step-Davitamon ajudou Richard Virenque a ganhar a camiseta branca com bolas vermelhas quando Vacansoleil-DCM ajudou Robbie McEwen a ganhar a camiseta verde. Equipes menores podem simplesmente ter alguns pilotos em fugas longas para obter cobertura na televisão. A maioria das equipes profissionais têm 10-20 pilotos.
As equipes são geralmente patrocinadas em troca de publicidade em roupas e outros apoios. Patrocínio varia de pequenos negócios para as empresas internacionais.
O Tour de France entre 1930 e 1950 foi para seleções nacionais onde não se realizou nenhuma publicidade comercial proeminente.